# 1998 MTV Video Music Awards
Церемонія нагородження MTV Video Music Awards 1998 року відбулася в прямому ефірі 10 вересня 1998 року, вшановуючи найкращі музичні відео, що вийшли з 17 червня 1997 року по 12 червня 1998 року. Ведучим шоу, яке відбулося в амфітеатрі Гібсона в Лос-Анджелесі, був Бен Стиллер.
Мадонна була найуспішнішим переможцем і номінантом вечора, вигравши шість нагород із загального дев'яти номінацій: п'ять (з восьми) за «Ray of Light», включаючи «Відео року» та «Найкраще жіноче відео», і одну за «Frozen» (єдина номінація). Крім Мадонни, лише Вілл Сміт і The Prodigy отримали кілька нагород того вечора, вигравши по дві.
Що стосується номінацій, то двома найбільшими номінантами, окрім Мадонни, були альт-рок гурт Garbage і репер Вілл Сміт. Сміт розділив свої номінації між двома відео: «Gettin' Jiggy wit It» (п'ять) і «Just the Two of Us» (одна), кожне з яких отримало по нагороді. Натомість Garbage отримали усі вісім номінацій за «Push It», але жодна з них не принесла гуртові перемогу.
Сукня з сітки, яку актриса Роуз Мак-Гавен одягла на церемонію нагородження, привернула велику увагу ЗМІ після нагородження. Сукня згодом стала одним із найбільш знакових і суперечливих нарядів в історії VMA.

## Переможці
- Відео року: Мадонна — «Ray of Light[en]»
- Найкраще чоловіче відео: Вілл Сміт — «Just the Two of Us[en]»
- Найкраще жіноче відео: Мадонна — «Ray of Light[en]»
- Найкраще відео гурту: Backstreet Boys — «Everybody (Backstreet's Back)[en]»
- Найкраще відео нового виконавця: Наталі Імбрулья — «Torn[en]»
- Найкраще рок-відео: Aerosmith — «Pink»
- Найкраще R&B-відео: Wyclef Jean (за участю Refugee Allstars) — «Gone Till November[en]»
- Найкраще реп-відео: Вілл Сміт — «Gettin' Jiggy wit It[en]»
- Найкраще танцювальне відео: The Prodigy — «Smack My Bitch Up[en]»
- Найкраще альтернативне відео: Green Day — «Good Riddance (Time of Your Life)[en]»
- Найкраще відео з фільму: Aerosmith — «I Don't Want to Miss a Thing[en]» (з фільму«Армагеддон»)
- Проривне відео: The Prodigy — «Smack My Bitch Up[en]»
- Найкраща режисура у відео: Мадонна — «Ray of Light[en]» (Режисер: Йонас Окерлунд)
- Найкраща хореографія у відео: Мадонна — «Ray of Light[en]» (Хореографи: Мадонна та Йонас Окерлунд)
- Найкращі спецефекти у відео: Мадонна — «Frozen[en]» (спецефекти: Стів Мергатройд, Ден Вільямс, Стів Гайам та Ентоні Уолшем)
- Найкраща художня режисура у відео: Бйорк — «Bachelorette[en]» (художній керівник: Саманта Гор)
- Найкращий монтаж у відео: Мадонна — «Ray of Light[en]» (монтажер: Йонас Окерлунд)
- Найкраща операторська робота у відео: Фіона Еппл — «Criminal[en]» (оператор: Харріс Савідс)
- Вибір глядачів: Puff Daddy and the Family (за участю The LOX, Lil' Kim, The Notorious BIG і Fuzzbubble) — «It's All About the Benjamins[en] (Rock Remix)»
- Міжнародний вибір глядачів MTV Asia: Chrisye — «Kala Cinta Menggoda»
- Міжнародний вибір глядачів MTV Australia: Кайлі Міноуг — «Did It Again»[5]
- Міжнародний вибір глядачів MTV Brasil: Racionais MC's — «Diário de um Detento»
- Міжнародний вибір глядачів MTV India: Лата Мангешкар і Удіт Нараян — «Dil To Pagal Hai»
- Міжнародний вибір глядачів MTV Japan: hide with Spread Beaver — «Pink Spider»
- Міжнародний вибір глядачів MTV Латинська Америка (Північ): Molotov — «Gimme Tha Power»
- Міжнародний вибір глядачів MTV Латинська Америка (Південь): Molotov — «Gimme Tha Power»
- Міжнародний вибір глядачів MTV Mandarin: Coco Lee[en] — «Di Da Di»
- Нагорода Майкла Джексона: Beastie Boys